# 溫柔重擊
《溫柔重擊》（英語：Hit Me Hard and Soft）是美国创作歌手比莉·艾利什的第三张录音室专辑，2024年5月17日透过Darkroom和新視鏡唱片放出。艾利什在4月8日宣布这张专辑的发行计划，一场全球巡演《溫柔重擊世界巡迴演唱會》随后宣布。

## 背景与录音
艾利什与她的哥哥菲尼亚斯·奥康奈尔共同创作并录制了她的第二张录音室专辑《怪樂的不得了》。这张专辑是在菲尼亚斯位于洛杉矶住所地下室的家庭录音室内完成的。录制工作自2020年4月开始，至2021年2月结束，期间两人定期安排录音时间，并在制作专辑的过程中敲定了最终的曲目列表。《怪樂的不得了》于2021年7月30日发行；专辑获得了乐评的高度赞誉和商业成功，在告示牌二百大專輯榜登上第一名，并在第64届格莱美奖上入围两项提名。艾利什在2022年7月无预告放出了她的第二张迷你专辑《吉他心语》。次年，她为2023年的奇幻喜剧电影《Barbie芭比》的原声带创作的歌曲《What Was I Made For?》放出。凭借《What Was I Made For?》，她赢得了奥斯卡最佳原创歌曲奖以及包括年度歌曲和最佳视觉媒体歌曲奖在内的两项格莱美奖。
2022年12月，艾利什开始与奥康奈尔一起构思她的第三张录音室专辑。在接受贊恩·羅威的Apple Music采访时，她提到希望在2023 年开始创作这张专辑。2023年12月，艾利什在《吉米·法伦今夜秀》中透露专辑“几乎完成了”。三个月后，她确认专辑完成了母带制作。

## 宣传
多篇新闻报道称，2024年4月，澳大利亚、英国和美国的多个城市出现了宣传这一专辑的广告牌，广告牌上展示了一些歌词片段。虽然广告牌上没有提到艺人的名字，但她的“blohsh”蓝色小人图案还是被粉丝认了出来。宣传广告牌上印着神秘的歌词，例如“她是车头灯，我是鹿”或“我越界了吗？”。艾利什后来将她的头像改为“蓝色圆圈”，并分享了另一张图片，配文是“你知道怎么弯曲吗？”艾利什将她在Instagram的关注者添加到“亲密朋友”，之后向他们发送限时动态，包含她手部的一张“低保真”照片，以及一张她新纹身的图片。2024年4月29日，艾利什宣布举办溫柔重擊世界巡迴演唱會来宣传这一张专辑。巡演计划在2024年9月29日在加拿大魁北克市的Videotron Centre体育场开始。
2024年4月13日，在科切拉音乐节上，艾利什在一次DJ表演中首次播放了《Lunch》、《L'Amour de Ma Vie》和《Chihiro》三首歌曲。在4月24日发布的一次采访中，她告诉《滚石》杂志，她不会在专辑发布前释放任何单曲。她解释说，她不喜欢专辑中的单曲，因为她不喜欢作品脱离上下文存在。她把这张专辑比作“一个家庭”，而她“不希望一个小孩单独站在房间中央”。五月份，歌曲《Chihiro》的片段出现《堡垒之夜》用于展示她游戏内装扮的预告片当中。这首歌还将加入《堡垒之夜》节日模式当中，可以作为“Jam Track”使用。此外，歌曲《Birds of a Feather》的片段还出现在Netflix连续剧《戀愛修課》第三季的宣传影片当中。5月 15 日，艾利什在布鲁克林巴克莱中心为粉丝举办了一场试听派对活动，首次播放了整张专辑。歌曲《Lunch》在5月17日作为首支主打单曲与专辑同日放出。歌曲在2024年5月17日派送到意大利广播电台。7月2日，〈Birds of a Feather〉作为专辑的第2张单曲被派往美国當代流行電台。

## 音乐评论
| 綜合得分       | 綜合得分 |
| 來源           | 評分     |
| -------------- | -------- |
|                | 89/100   |
| 評論得分       |          |
| 來源           | 評分     |
| 《独立报》     | [ 30 ]   |
| 《卫报》       | [ 31 ]   |
| 《新音乐快递》 | [ 32 ]   |
| 《每日电讯报》 | [ 33 ]   |

Metacritic网站上，这张作品基于二十一个评论得到了89分的加权平均分（满分100分），代表这张专辑获得“普遍好评”。《独立报》的海伦·布朗在五星评论中称赞这张专辑“用轻声吟唱出迷宫般的多样音乐，传递强烈的情感冲击。”《每日电讯报》的尼尔·麦考密克在他的五星评价中同意这一观点，他认为这张“心碎主题的杰作”“足够丰富、独特、巧妙、伤感、睿智”，可以与琼尼·米歇尔的作品《蓝色》 相媲美。
《卫报》的撰稿人亚历克西斯·佩特里迪斯喜欢专辑中“优美”的旋律和“独特”的歌词触感，但他怀疑其中的一些元素是否“有点过于晦涩”。《新音乐快递》托马斯·史密斯认为，尽管艾利什是为自己创作这张专辑，但这张专辑将比她之前创作的任何作品“引起更大的共鸣”。

## 曲目列表
| 曲序     | 曲目               | 时长  |
| -------- | ------------------ | ----- |
| 1.       | Skinny             | 3:39  |
| 2.       | Lunch              | 2:59  |
| 3.       | Chihiro            | 5:03  |
| 4.       | Birds of a Feather | 3:30  |
| 5.       | Wildflower         | 4:21  |
| 6.       | The Greatest       | 4:53  |
| 7.       | L'Amour de ma vie  | 5:33  |
| 8.       | The Diner          | 3:06  |
| 9.       | Bittersuite        | 4:58  |
| 10.      | Blue               | 5:43  |
| 总时长： | 总时长：           | 43:45 |

## 人员
- Billie Eilish – 主唱、键盘、人声编辑
- Finneas – 贝斯、鼓、钟琴、吉他、键盘、打击乐、编程、合成器、人声、制作、工程、人声工程（所有曲目）；弦乐编曲（曲目 1、6、10）
- Dale Becker –母带制作、沉浸式母带制作
- Aron Forbes –混音
- 乔恩·卡斯特利 – 混音
- Brad Lauchert – 混合工程
- Katie Harvey – 母带制作协助
- Noah McCorkle – 母带制作协助
- Andrew Yee –大提琴（曲目 1、6、10）
- 安德鲁·马歇尔 (Andrew Marshall) – 鼓、打击乐 (曲目 1、6、10)
- Nathan Schram –中提琴（曲目 1、6、10）
- 艾米·施罗德– 小提琴（曲目 1、6、10）
- 多米尼克·萨勒尼– 小提琴（曲目 1、6、10）

## 发布历史
| 地区     | 日期          | 格式                                              | 厂牌            | 参考 |
| -------- | ------------- | ------------------------------------------------- | --------------- | ---- |
| 多个地区 | 2024年5月17日 | 磁带 CD 数字下载 串流服务 （ 英语 ： Streaming music） 黑胶 套装 | Darkroom 新视镜 |      |

### 引用
1. 1 2  Vitali, Giacomo. . EarOne. 2024-05-17  [2024-05-17]. （原始内容存档于2024-05-16） （it-IT）.
2. ↑  Collins, Hattie. . Vogue (Condé Nast). 2021-05-12  [2024-04-04]. （原始内容存档于2022-06-23）.
3. ↑  Spanos, Brittany. . Rolling Stone (Penske Media Corporation). 2021-06-17  [2021-07-21]. （原始内容存档于2021-07-19）.
4. ↑  Aswad, Jem. . Variety (Penske Media Corporation). 2021-04-27  [2021-04-27]. （原始内容存档于2021-04-27）.
5. ↑  Jones, Damian. . New Musical Express. 2021-05-21  [2021-06-04]. （原始内容存档于2021-06-04）.
6. ↑  Caulfield, Keith. . Billboard (Eldridge Industries). 2021-08-22  [2021-08-23]. （原始内容存档于2021-08-25） （英语）.
7. ↑  Cohn, Gabe. . The New York Times. 2021-11-23  [2021-11-23]. （原始内容存档于2021-11-23）.
8. ↑  Aniftos, Rania. . Rolling Stone (Penske Media Corporation). 2022-09-29  [2022-10-26]. （原始内容存档于2023-10-03）.
9. ↑  Grein, Paul. . Billboard (Eldridge Industries). 2024-03-10  [2024-03-12]. （原始内容存档于2024-04-05） （英语）.
10. ↑  Robinson, Ellie. . New Musical Express. 2021-12-10  [2022-10-18]. （原始内容存档于2022-10-18）.
11. ↑  DeSantis, Rachel. . People (Dotdash Meredith). 2022-07-21  [2022-08-13]. （原始内容存档于2022-07-21）.
12. ↑  Martin, Annie. . United Press International. News World Communications. 2023-12-15  [2024-04-04]. （原始内容存档于2023-12-15）.
13. ↑  Avila, Daniela. . People (Dotdash Meredith). 2024-02-21  [2024-04-04]. （原始内容存档于2024-03-15）.
14. ↑  Jones, Damian. . New Musical Express. 2024-04-02  [2024-04-04]. （原始内容存档于2024-04-03）.
15. ↑  Aswed, Jem. . Variety (Penske Media Corporation). 2024-04-02  [2024-04-04]. （原始内容存档于2024-04-03）.
16. ↑  Maher, Dani; Sangster, Ella. . Harper's Bazaar (Hearst Magazines). 2024-04-02  [2024-04-05]. （原始内容存档于2024-04-04）.
17. ↑  Wang, Steffanee. . Nylon. Bustle Digital Group. 2024-04-02  [2024-04-05]. （原始内容存档于2024-04-04）.
18. ↑  Kelly, Dylan. . Hypebeast. 2024-04-04  [2024-04-04]. （原始内容存档于2024-04-04）.
19. ↑  Rossignol, Derrick. . Uproxx. Warner Music Group. 2024-04-04  [2024-04-04]. （原始内容存档于2024-04-04）.
20. ↑  Bonner, Mehera. . Cosmopolitan. Hearst Communications. 2024-04-05  [2024-04-05]. （原始内容存档于2024-04-24）.
21. ↑  Harrison, Scoop. . Consequence. 2024-04-29  [2024-04-29]. （原始内容存档于2024-04-29）.
22. ↑  Geraghty, Hollie. . NME. 2024-04-15  [2024-05-17]. （原始内容存档于2024-05-16）.
23. ↑  Martoccio, Angie. . Rolling Stone (Penske Media Corporation). 2024-04-24  [2024-05-17]. （原始内容存档于2024-04-24）.
24. ↑  Tassi, Paul. . Forbes. 2024-05-10  [2024-05-17]. （原始内容存档于2024-05-15）.
25. ↑  Legaspi, Althea. . Rolling Stone. 2024-05-13  [2024-05-13]. （原始内容存档于2024-05-13）.
26. ↑  Jones, Damian. . NME. 2024-05-16  [2024-05-16]. （原始内容存档于2024-05-16）.
27. ↑   (PDF). US Radio Updater. 2024-07-02  [2024-07-04]. （原始内容存档 (PDF)于2024-08-12）.
28. ↑  . Hits Daily Double. 2024-07-02  [2024-07-04]. （原始内容存档于2024-09-26）.
29. ↑  . Metacritic.   [2024-05-16]. （原始内容存档于2024-05-15）.
30. 1 2  Brown, Helen. . The Independent. 2024-05-16  [2024-05-16]. （原始内容存档于2024-05-16） （英语）.
31. 1 2  Petridis, Alexis. . The Guardian. 2024-05-16  [2024-05-16]. ISSN 0261-3077. （原始内容存档于2024-05-17） （英国英语）.
32. 1 2  Smith, Thomas. . NME. 2024-05-16  [2024-05-16]. （原始内容存档于2024-05-16）.
33. 1 2  McCormick, Neil. . The Telegraph. 2024-05-16  [2024-05-16]. ISSN 0307-1235. （原始内容存档于2024-05-16） （英国英语）.

### 脚注
1. ↑  “blohsh”符号是一个艾莉希自2016年以来使用的性別中立的“向左倾斜的人形图案”[16]